# Холдиманд Каунти (Онтарио)
Холдиманд Каунти (енгл. Haldimand County) је град у Канади у покрајини Онтарио. Према резултатима пописа 2011. у граду је живело 44.876 становника.

## Становништво
Према резултатима пописа становништва из 2011. у граду је живело 44.876 становника, што је за 0,7% мање у односу на попис из 2006. када је регистровано 45.212 житеља.
| 2006.  | 2011.  |
| ------ | ------ |
| 45.212 | 44.876 |